# Dansk Spare-Selskab
Dansk Spare-Selskab var et dansk opsparings- og forsikringsselskab, stiftet 1912, som stod for driften af skolesparekasser i årene 1915-1924. Selskabet drev også foreningen A/S Spareuret, som indførte spareuret som opsparingsform. Selskabet fejrede sit 50-års-jubilæum i 1962.
Dansk Spare-Selskab var akkvisitionsfirma for Det gjensidige Forsikringsselskab "Danmark". Gennem salg af spareure fremmede man opsparingen og holdt samtidig urenes ejere forsikret.
Jens Jensen-Sønderup var medlem af repræsentantskabet, hvis formand fra 1946 var Svenning Rytter.